# One Call Away (Charlie Puth)
One Call Away è un singolo del cantante statunitense Charlie Puth, pubblicato il 20 agosto 2015 come primo estratto dal primo album in studio Nine Track Mind.

## Tracce
1. One Call Away – 3:12

## Classifiche

### Classifiche settimanali
| Classifica (2016) | Posizione massima |
| ----------------- | ----------------- |
| Australia         | 3                 |
| Austria           | 8                 |
| Belgio (Fiandre)  | 12                |
| Belgio (Vallonia) | 23                |
| Canada            | 15                |
| Danimarca         | 13                |
| Francia           | 36                |
| Germania          | 30                |
| Irlanda           | 53                |
| Italia            | 12                |
| Norvegia          | 36                |
| Nuova Zelanda     | 3                 |
| Paesi Bassi       | 24                |
| Regno Unito       | 26                |
| Spagna            | 31                |
| Stati Uniti       | 12                |
| Svezia            | 21                |
| Svizzera          | 10                |

### Classifiche di fine anno
| Classifica (2020) | Posizione |
| ----------------- | --------- |
| Corea del Sud     | 185       |
| Classifica (2023) | Posizione |
| Corea del Sud     | 161       |